# Sébastien Charlier

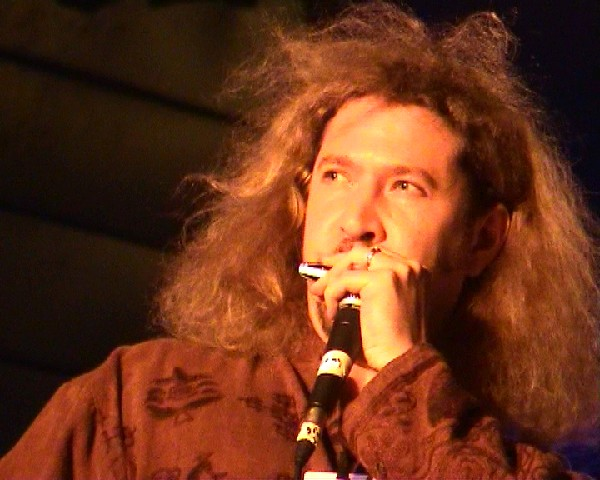
Sébastien Charlier, vor 2010

Sébastien Charlier (* 25. Oktober 1971 in Beaumont-sur-Oise) ist ein französischer Musiker, der besonders auf der Mundharmonika sowohl im Jazz als auch im Bereich der Unterhaltungsmusik hervorgetreten ist. „Aufgrund seiner perfekten Overbending-Technik klingt seine Mundharmonika wie die Geige von Stéphane Grappelli.“

## Leben und Wirken
Charlier spielt seit seiner Kindheit diatonische Mundharmonika. Vom Jazz-Rock kam er einerseits zum Jazz, aber ebenso zu anderen Genres wie Blues, Folk oder Country. Er lernte zahlreiche Instrumente wie Banjo, Gitarre, Flöten, Sopransaxophon. Er begann ein Philosophiestudium, beschloss aber nach einem Semester, professioneller Musiker zu werden. 
Seit 1990 arbeitete Charlier in vielen Projekten mit den Gitarrenvirtuosen Yves Cutulic bzw. Nicolas Espinasse. Weiterhin spielte er mit Didier Lockwood, Alain Caron, John Barry, Gilles Coquard oder Stéphane Huchard. Auf dem Blaswandler war er von 1997 bis 2001 für Yamaha als Demonstrator tätig. 2008 trat er mit dem Orchestre national de Lyon unter Leitung von Péter Eötvös im Bereich der Neuen Musik auf. Weiter ist er als Studiomusiker auf zahlreichen Alben zu hören und hat einige Lehrbücher verfasst.
Das französische Fachmagazin Jazzman stellte ihn 2005 als „Neues Talent“ heraus.

## Diskographische Hinweise
- Impasse des Mousserons (1995)
- Just Jazz (1997)
- Diatonic Revelation (2005)
- Precious Time (Alien Beats Records, 2010, mit Alain Caron, Curt Bisquera)
- Blues & Beyond Quartet Echec et Malt (2013, mit Yannick Robert, Dominique di Piazza, Yoann Schmidt)

als Sideman
- Six ½ - Six ½ chante Nougaro
- Jean-Paul Millier Jazz par Millier
- Gilles Coquard Le doute Massaï
- Jean Philippe Valette Echantillonage d’un temps primaire

Soundtracks
- John Scott Concerts pour l’Aventure
- Armand Amar La jeune fille et les loups
- Patrice Peyriéras Une famille pas comme les autres
- Thierry Malet L’Héritier

### Video
- Harmo Jazz
- L'Harmonica en Video (Editions Hit Diffusion)

## Schriften
- Je débute l’harmonica (Éditions Hit Diffusion)
- Méthode en poche harmonica (Éditions Hit Diffusion)
- Je débute l’harmonica, CD et DVD (Éditions Hit Diffusion)
- Harmonica & Guitare Playlist Vol. 1 (Éditions Hit Diffusion)
- So Precious !